# Liste von Vornamen/Q
Diese Unterseite der Liste von Vornamen enthält Vornamen, die mit dem Buchstaben Q beginnen.
Männliche Vornamen sind mit dem Symbol ♂ und weibliche Vornamen mit dem Symbol ♀ markiert.

## Qa–Qe
Qabus ♂,
Qādir ♂,
Qara ♂,
Qendresa ♀, 
Qëndresa ♀, 
Qendrim ♂, 
Qëndrim ♂, 
Qendrime ♀, 
Qëndrime ♀, 
Qerim ♂, 
Qerime ♀, 

## Qu
Quadratus ♂,
Qubad ♂,
Queenie ♀,
Quentin ♂,
Quett ♂,
Quetzalli ♀,
Quida ♀,
Quido ♂,
Quim ♂,
Quincy ♂,
Quinn ♂♀,
Quinten ♂,
Quintin ♂,
Quinton ♂,
Quintus ♂,
Quique ♂,
Quiricus ♂,
Quirin ♂,
Quirine ♀,
Quirino ♂,
Quirinus ♂,
Quobna ♂,
Quock ♂,
Qusai ♂